# Sbarramento Pian dei Morti
Lo sbarramento di Pian dei Morti (in tedesco Sperre Plamort) è uno sbarramento difensivo che fa parte del "XIII Settore di Copertura Venosta", all'interno del Vallo alpino in Alto Adige.

## Storia
La località Pian dei Morti si trova a 2.000 metri di quota, sopra al lago di Resia, al confine con l'Austria, in alta val Venosta, in Alto Adige. Il toponimo "Pian dei Morti" deriva dall'italianizzazione di epoca fascista del toponimo originale tedesco Plamort. Lo sbarramento rientra a far parte del più ampio e sottostante sbarramento Passo Resia.
Lo sbarramento Pian dei Morti prevedeva inizialmente tre centri di tipo "450" armati con 6 mitragliatrici; inoltre erano previste due postazioni in barbetta: una armata con una mitragliatrice, l'altra con un pezzo anticarro da 47/32 Mod. 1935 posta a est del fossato.
I lavori furono avviati nel giugno del 1938, ma già nel 1939 si modificò il progetto seguendo i dettami della circolare 7000, costruendo altre cinque postazioni armate con altrettante mitragliatrici con l'aggiunta di un cannone controcarro più moderno. Ancora nel 1940 furono iniziati nuovi lavori per allargare ulteriormente questo sbarramento, andando a costruire anche altre opere che seguissero i dettami della circolare 15000.
Nel 1942 in tutto l'Alto Adige furono sospesi i lavori. Alla Guardia alla Frontiera furono assegnate le opere completate nella zona del Pian dei Morti, ovvero:
- 9 casermette difensive, in grado di ospitare 20-30 soldati;
- lo scavo per un'opera in caverna di grande dimensione;
- 10 piccole postazioni in casamatta (di cui alcune con ricovero annesso);
- 1 postazione in batteria da 75/27 Mod. 1906.

Lungo tutta la strada che dalla valle porta allo sbarramento su un dislivello di circa 500 metri, sono presenti diversi tombini per lo scolo dell'acqua. Questi nascondono sotto dei fornelli di mina, ovvero una galleria che passa sotto la sede stradale, piena di mattoni che servivano per intasare la mina.
A seguito dell'armistizio di Cassibile, quando vi fu l'invasione delle truppe naziste nel nord Italia attraverso l'Alto Adige nel settembre del 1943, le opere di questo sbarramento erano armate e occupate da soldati. Nel generale clima di sbandamento delle truppe italiane, poca fu la resistenza che i tedeschi trovarono mentre varcavano il confine: unica eccezione fu un bunker appartenente a questo sbarramento che quando fu attaccato rispose al fuoco (i crateri sono ancora visibili). Ciononostante la sua difesa fu vana e le fortificazioni dello sbarramento a valle, quello al passo Resia, furono ben presto occupate dalla scuola d'alta montagna delle SS Neustift (SS-Hochgebirgsschule).
Nel dopoguerra, precisamente tra il 1959 e il 1962, tutto lo sbarramento fu mantenuto operativo, garantendo ancora la difesa anticarro. Dal 1962 al 1998 lo sbarramento fu solamente controllato periodicamente. Venne utilizzato per l'addestramento delle truppe alpine appartenenti alla Brigata alpina "Orobica" dell'Esercito Italiano. Più che le opere, questi utilizzarono le postazioni campali appena fuori da queste. Alcuni evidenti segni di ciò sono i fori di proiettili calibro 7,62 mm e 12,7 mm sulle porte metalliche delle opere di difesa. Delle opere costruite, due non esistono più, mentre le restanti si trovano ancora in condizioni di conservazione discrete.
Nel giugno 2010, l'"Associazione Italia" ha voluto registrare un documentario sulle opere del Vallo alpino e alcune scene sono state registrate in questo sbarramento. Il regista Hans Hofer in collaborazione con il colonnello Licio Mauro, ultimo comandante del Vallo in Alto Adige, ha voluto che le opero fossero riarmate come dovevano essere durante il conflitto; quindi per l'occasione sono state ricollocate radio, mitragliatrici, maschere antigas ed elmetti.
Nell'anno 2011 alcune opere dello sbarramento sono state messe in sicurezza dalla provincia autonoma di Bolzano, all'interno del "progetto Bunker"; nelle vicinanze delle opere difensive sono state quindi poste alcune tabelle descrittive.

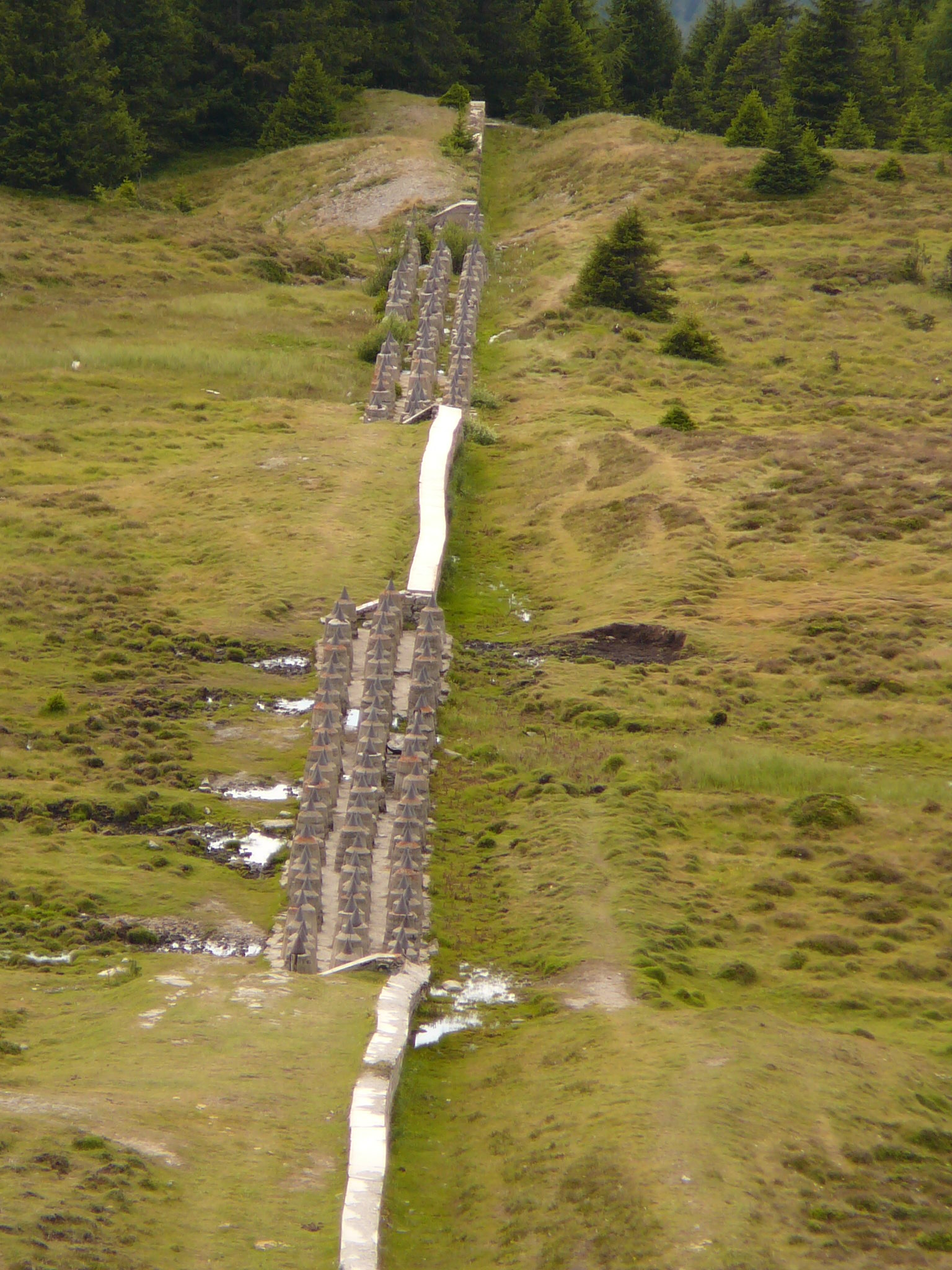
Fossato e ostacoli anticarro

## Il fossato anticarro

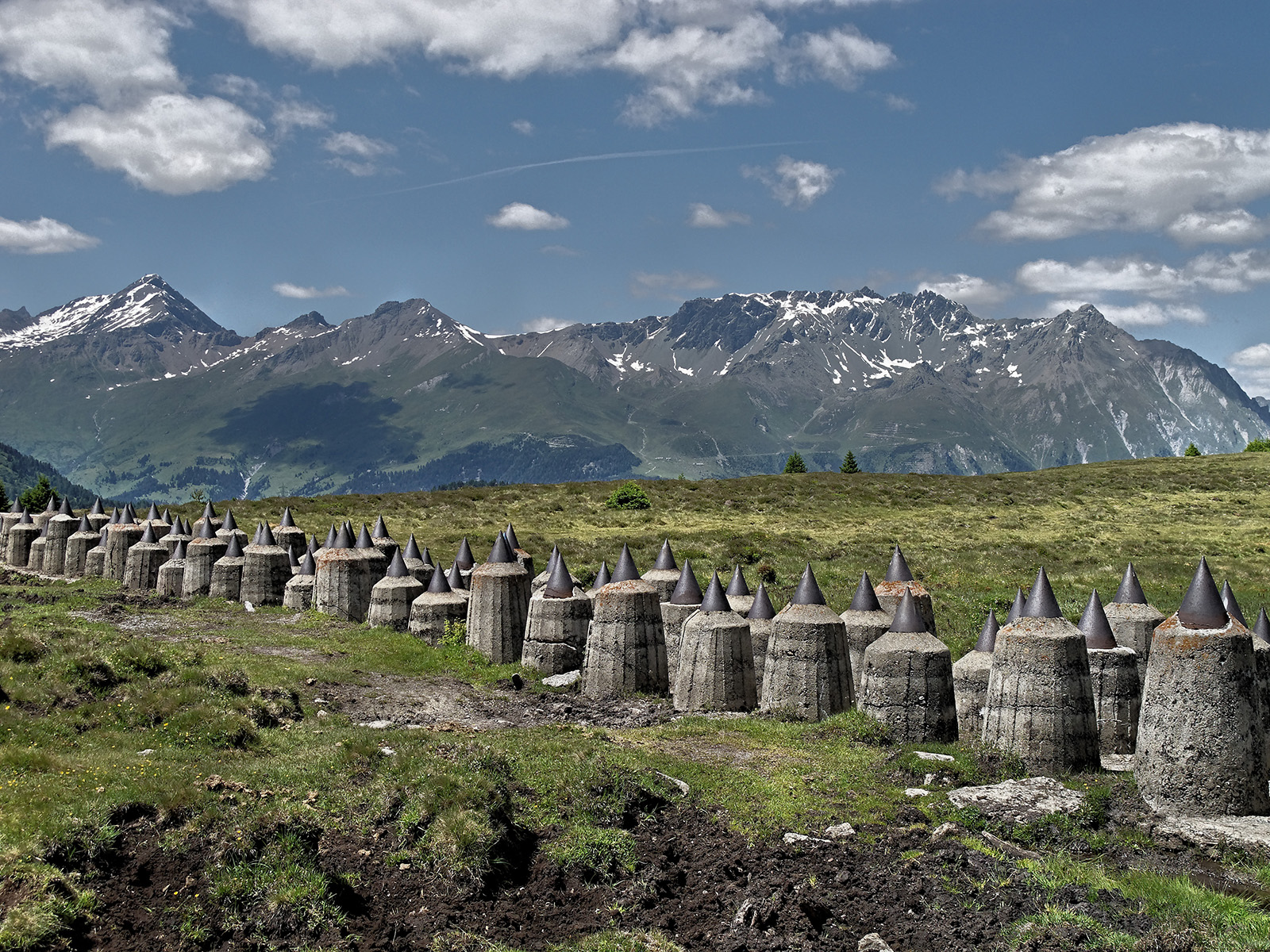
Denti di drago

Lo sbarramento ha una caratteristica unica nel suo genere, infatti esso presenta un ostacolo anticarro del tutto particolare, a forma di "denti di drago". Questo particolare ostacolo fu realizzato nel giugno del 1938 in una torbiera.
In realtà dal versante austriaco ai tempi non esisteva una vera e propria strada carreggiabile, ma soltanto una mulattiera. Quest'ultima poteva essere, secondo lo stato maggiore italiano, in breve tempo adattata per renderla percorribile anche da mezzi corazzati, quindi lo sbarramento è stato costruito in previsione della costruzione di una strada carrabile. Questa soluzione, unica nel suo genere, conferisce un aspetto caratteristico all'intero sbarramento.
Questo sbarramento anticarro è quindi costituito da due tipologie di ostacoli che si alternano a seconda del terreno sul quale poggiano: dove vi è la torbiera sono presenti i "denti di drago", mentre dove vi è terreno solido è stato costruito il tipico fossato anticarro. È spesso alla base 120 cm e nella sua parte superiore 60 cm; è realizzato con massi ed è alto 1,5 metri. In tal modo lo spazio reso inaccessibile diviene spesso 6 metri.
In alcune zone del Pian dei Morti non era concepibile costruire un fossato di questo tipo a causa della conformazione del terreno, di tipo acquitrinoso; si è quindi interrotto la linea del tipico fossato in tre punti, costruendo qui degli spuntoni denominati "denti di drago", un ostacolo ideale per tali zone. I denti di drago furono quindi disposti su tre linee parallele ed infissi nel terreno con lo stesso principio delle palafitte (palificazione su terreno acquitrinoso). Sono di forma tronco-conica e sono costituiti da un corpo centrale (anima) in legno, rivestito di calcestruzzo con diametro di 50 cm alla base. Le altezze dei coni variano tra i 90 e i 120 cm; i coni di diversa altezza sono disposti in maniera alternata. Il basamento di calcestruzzo è sormontata da un cappellotto conico in acciaio con un diametro di circa 40 cm alla base, saldamente ancorato all'anima di legno sottostante.
Questa soluzione permetteva il drenaggio delle acque e dei detriti, ma allo stesso tempo costituiva un ostacolo insormontabile per il passaggio dei carri armati. Il fossato era inoltre battuto da due piccole postazioni situate oltre questo.
Data l'altitudine alla quale si trova lo sbarramento – 2000 metri circa – la zona era per buona parte dell'anno sepolta da uno spesso strato di neve. I denti di drago anche in questa situazione riuscivano ad ogni modo a svolgere perfettamente la loro funzione, in quanto causavano comunque l'arenamento dei carri che si trovavano a transitare al di sopra dei coni, a causa dello sprofondamento e del conseguente urto contro i coni stessi.
Con gli anni alcuni dei rivestimenti in ferro (i cappellotti metallici) sono andati distrutti a causa dei fulmini che li hanno colpiti.

## Tabella delle opere dello sbarramento
Questo sbarramento presenta due differenti numerazioni a seconda del periodo in cui le opere furono operative. Dapprima furono utilizzati i numeri arabi, mentre in seguito si utilizzarono quelli romani. Risulta quindi difficile trovare una corrispondenza per le opere di questo sbarramento.
Nella tabella qui di seguito sono riportate tutte le opere progettate e costruite prima del 1940, numerate con i numeri arabi, con i dati relativi a quell'epoca. Per le altre opere non vi sono dati ufficiali e le uniche informazioni su queste sono relative alle tabelle esplicative presenti in loco, che riportano i dati relativi al secondo periodo di utilizzo delle opere.
|                | Tipo            | MTR | Cann. anticarro |
| -------------- | --------------- | --- | --------------- |
| Opera XII (1)  | Piccola CLS     | 2   | -               |
| Opera VI (2)   | Piccola RCC/CLS | 2   | -               |
| Opera VIII (3) | Piccola CLS     | 2   | -               |
| Opera XIII (4) | Piccola CLS     | 1   | -               |
| Opera VIb (5)  | Piccola CLS     | 1   |                 |
| Opera X (6)    | Piccola CLS     | 1   | 1               |
| Opera XV (7)   | Piccola CLS     | 1   | -               |
| Opera XIV (8)  | Piccola CLS     | 1   | -               |
| Opera 9        | Piccola CLS     | 1   | -               |
| In barbetta    | In barbetta     | -   | 1               |
| Totale         | 10              | 12  | 2               |

Legenda
- RCC: scavata nella roccia;
- CLS: costruita in calcestruzzo;
- MTR: mitragliatrice.

## Descrizione delle opere dello sbarramento

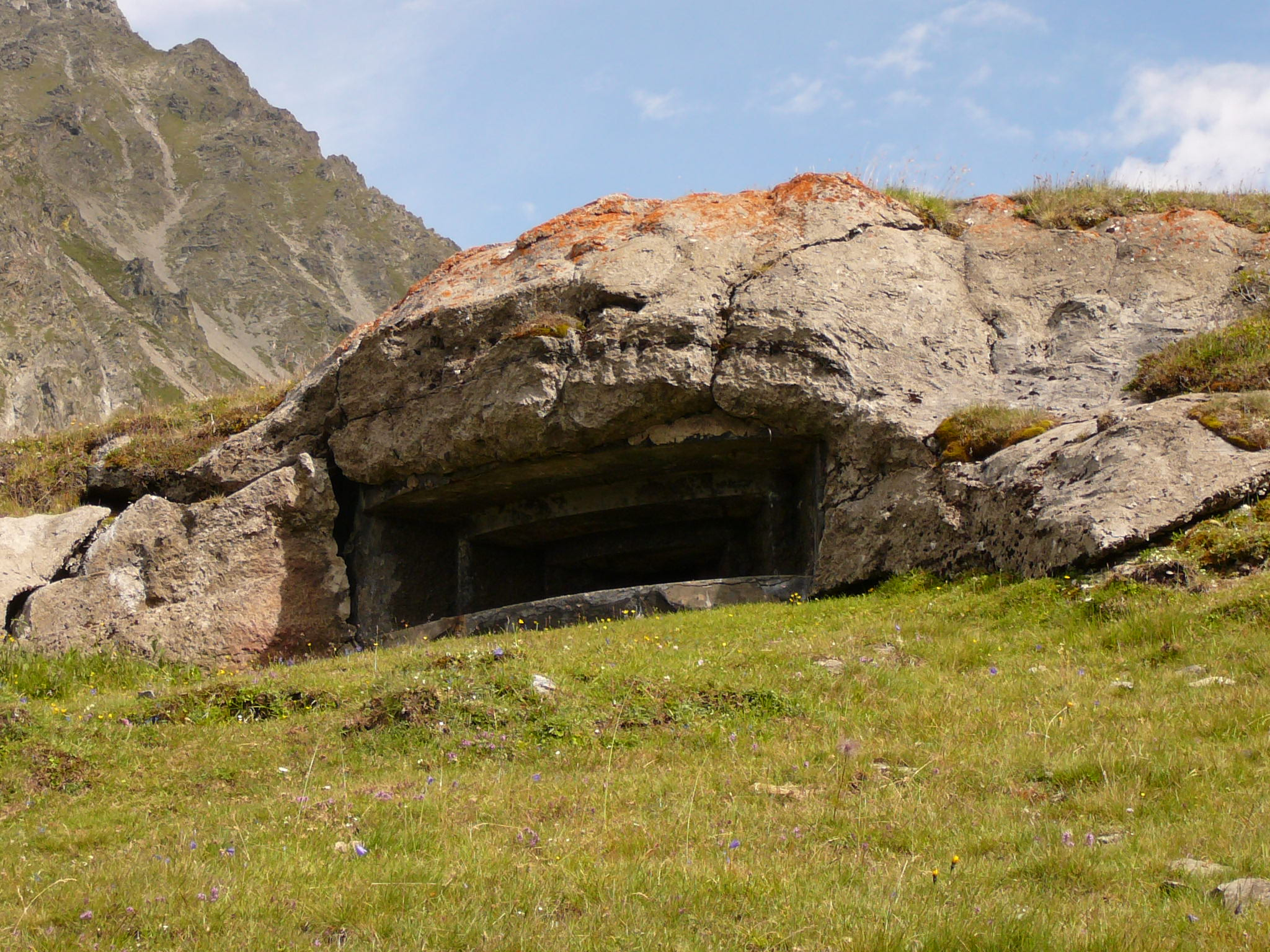
Feritoia dell'opera VI (2)

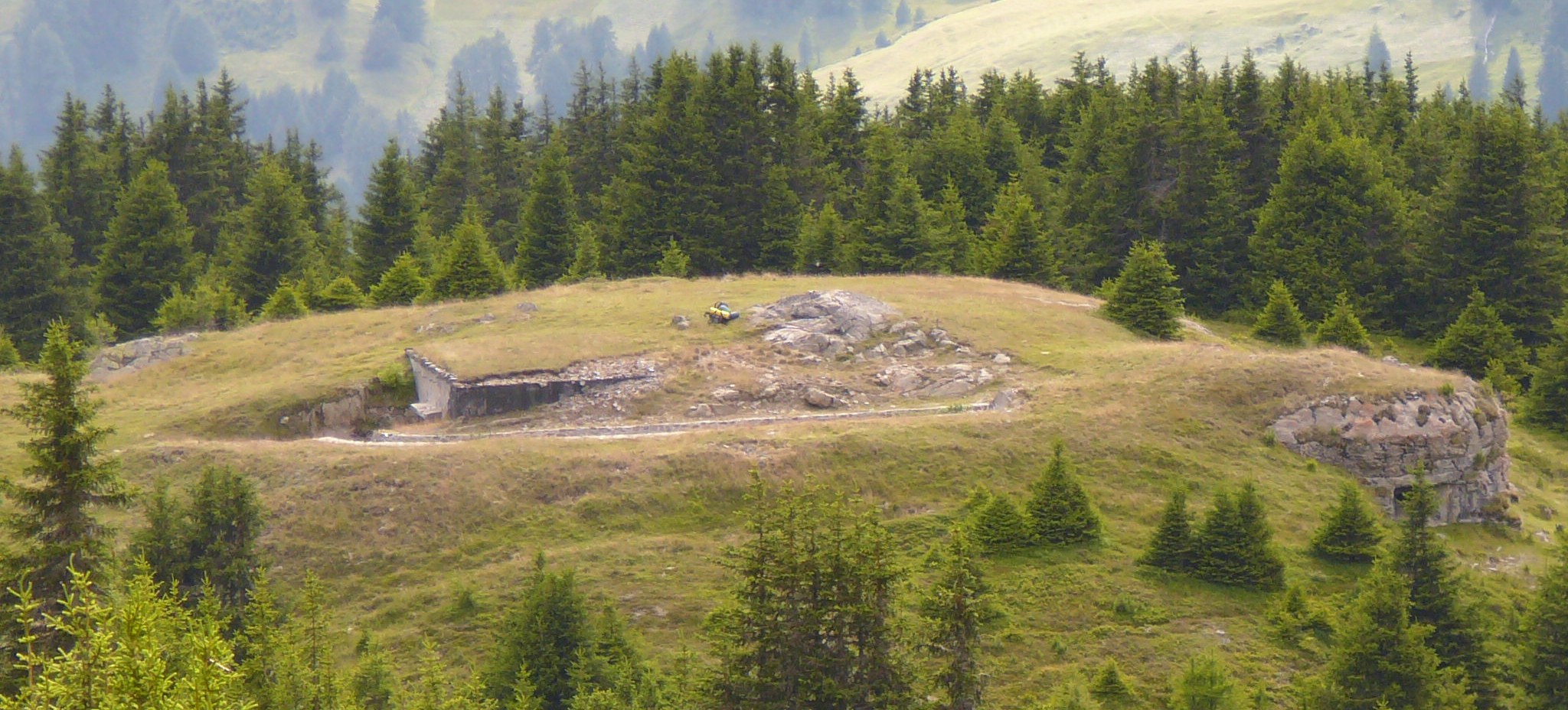
L'opera VIII (3)

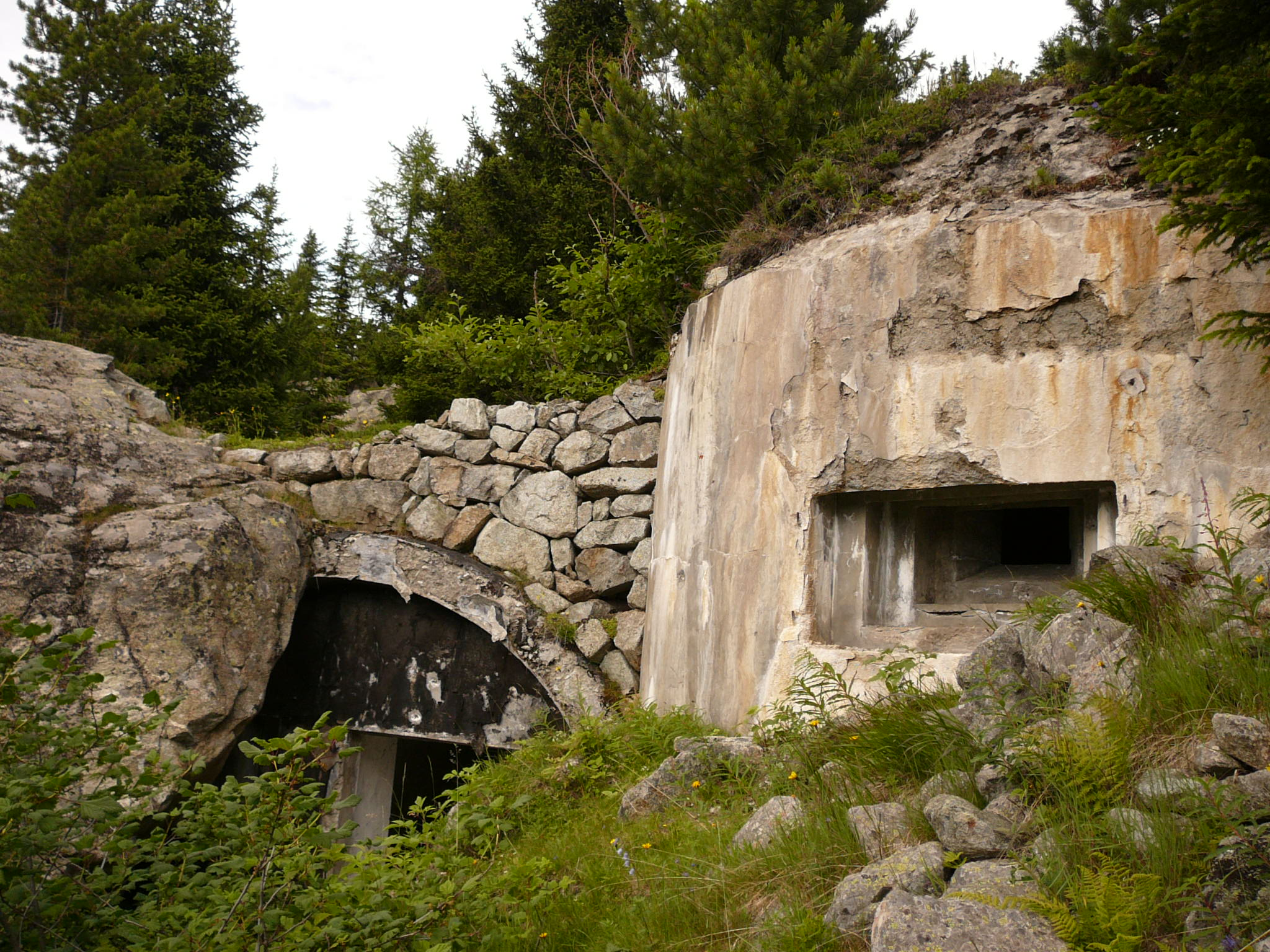
Lo stato di abbandono e degrado della casermetta dell'opera XIV (8)

Le opere di questo sbarramento possono essere suddivise in tre raggruppamenti: uno a monte del fossato, uno arretrato, ma dominante su di una collina, e il terzo arretrato a ovest.
Si può notare come le opere siano tutte di piccole dimensioni, ovvero che rispettavano le direttive della circolare 450; spesso la camera di combattimento era collegata attraverso un tunnel o camminamento a trincea con una piccola casermetta o ad un rifugio.
Opera VI (2)
Realizzata in calcestruzzo con uno sviluppo su di un livello unico. Fu progettata e costruita per poter resistere ai colpi dei medio calibri. Si può suddividere quest'opera in due parti, collegate l'una all'altra da un tunnel costituito da tondoni di legno ricoperti con sacchi di terra. L'armamento previsto per quest'opera era di 3 mitragliatrici dato che questa risultava dominante rispetto al fossato. Era inoltre presente un ricovero dotato di tre brande letto.
Opera VII (?)
L'opera era dotata di un ricovero che conduceva al suo malloppo (il tunnel che porta al malloppo è crollato).
Opera XII (1)
Realizzata in calcestruzzo per riuscire ad assorbire i piccoli calibri delle armi d'artiglieria. Era armata con un'unica mitragliatrice ed era dotata di un ricovero per la truppa. Le due zone erano collegate da un tunnel costituito da tondoni di legno ricoperti con sacchi di terra.
Opera XIV (8)
Realizzata in calcestruzzo per riuscire ad assorbire i piccoli calibri delle armi d'artiglieria. Era armata con un'unica mitragliatrice, a cui si accedeva mediante un corto corridoio scoperto ed una rampa di scale.
Opera XV (7)
Realizzata in calcestruzzo per riuscire ad assorbire i piccoli calibri delle armi d'artiglieria. Era armata con un'unica mitragliatrice, a cui si accedeva mediante un corto corridoio scoperto e alcuni scalini.
Queste opere, per quanto completate nella parte muraria, non furono mai dotate di tutti gli impianti tecnologici e del loro totale armamento.